# Javier Jiménez García
Javier Jiménez García (Aldaia, 11 de març de 1997), conegut futbolísticament com a Javi Jiménez, és un futbolista valencià que juga com a defensa al CE Alcoià.

## Trajectòria
És un central format en la pedrera del València CF des de xiquet, fins a arribar a jugar en les files del València Mestalla en Segona Divisió B.
Durant la temporada 2016-17, el central va ser una de les sensacions en les files del València Mestalla per a convertir-se en una peça clau per a Curro Torres, entrenador del Mestalla, amb el qual va estar a punt de pujar a Segona Divisió després de jugar el play off d'ascens. Va fer el seu debut amb el primer equip el 3 de gener de 2017, en partit de Copa del Rei contra el Celta de Vigo, cometent un penal i marcant un gol durant l'encontre.
En juny de 2017 renovà el seu contracte amb el club valencianista fins a 2020.
El 13 d'agost de 2020, Jiménez fou cedit a l'Albacete Balompié de Segona Divisió per la temporada 2020-21.